# A morte Hollywood
A morte Hollywood (Cecil B. DeMented) è un film del 2000 scritto e diretto da John Waters.
Fu presentato fuori concorso al 53º Festival di Cannes.

## Trama
Il regista pazzoide Cecil B. DeMented e la sua scombinata troupe compiono azioni di "terrorismo cinematografico" per distruggere l'industria cinematografica hollywoodiana. La loro ultima impresa è il rapimento dell'attricetta Honey Whitlock: i cineasti ribelli la costringono a recitare nel film underground che stanno realizzando, ma alla fine delle riprese l'attrice abbraccerà la causa di Cecil, diventando anche lei una terrorista cinematografica.

## Produzione

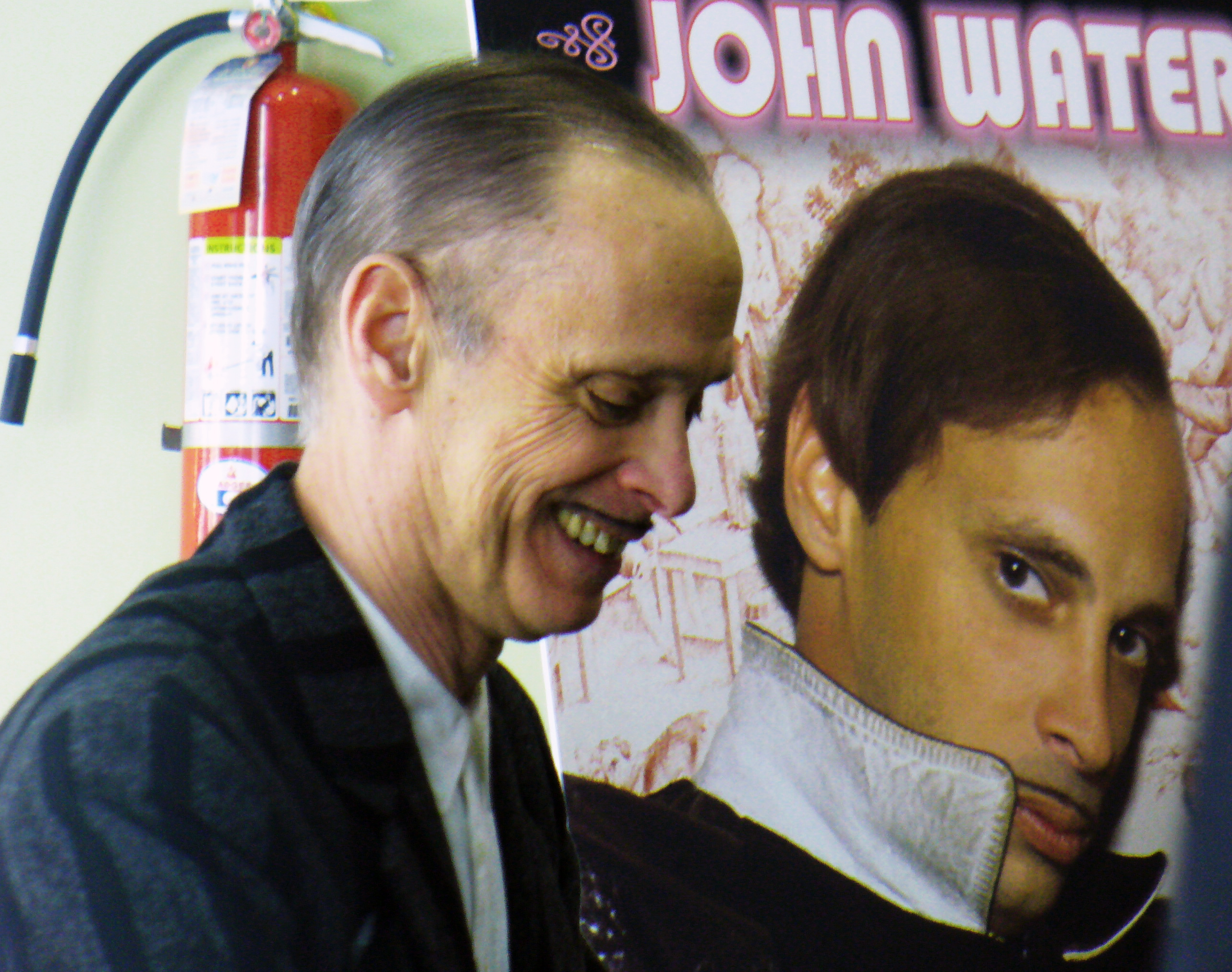
Il regista del film, John Waters

Fra i membri della sgangherata troupe di Cecil troviamo anche Rodney, un parrucchiere eterosessuale che però vorrebbe essere gay perché disgustato dalla propria eterosessualità. Un personaggio simile appariva anche in Female Trouble. Ogni membro della troupe di Cecil ha tatuato su una parte del corpo il nome di un regista considerato di culto:
- Stephen Dorff - Sinclair/Cecil B. Demented, il regista (Otto Preminger)
- Alicia Witt - Cherish, l'attrice (Andy Warhol)
- Adrian Grenier - Lyle, l'attore (Herschell Gordon Lewis)
- Larry Gilliard, Jr. - Lewis, il direttore artistico (David Lynch)
- Maggie Gyllenhaal - Raven, la makeup artist (Kenneth Anger)
- Jack Noseworthy - Rodney, l'hair stylist (Pedro Almodóvar)
- Michael Shannon - Petie, l'autista (Rainer Werner Fassbinder)
- Eric Barry - Fidget, il costumista (William Castle)
- Zenzele Uzoma - Chardonnay, la fonica (Spike Lee)
- Erika Lynn Rupli - Pam, la direttrice della fotografia (Sam Peckinpah)
- Harriet Dodge - Dinah, il produttore (Sam Fuller)

Il drive-in che appare alla fine del film, il Bengies Drive-In di Baltimora, è uno dei pochi drive-in ancora in attività. Come tutti i suoi film anche A morte Hollywood è ambientato e girato completamente a Baltimora, città natale del regista.

## Critica
Il film ha ricevuto durante l'edizione dei Razzie Awards 2000 una nomination come peggior attrice per Melanie Griffith.

## Slogan promozionali
- «Demented forever!»
- «Long live guerilla film making!»
- «Quando le star fanno i capricci... qualcuno deve sistemare le cose.»